# Geishaballen

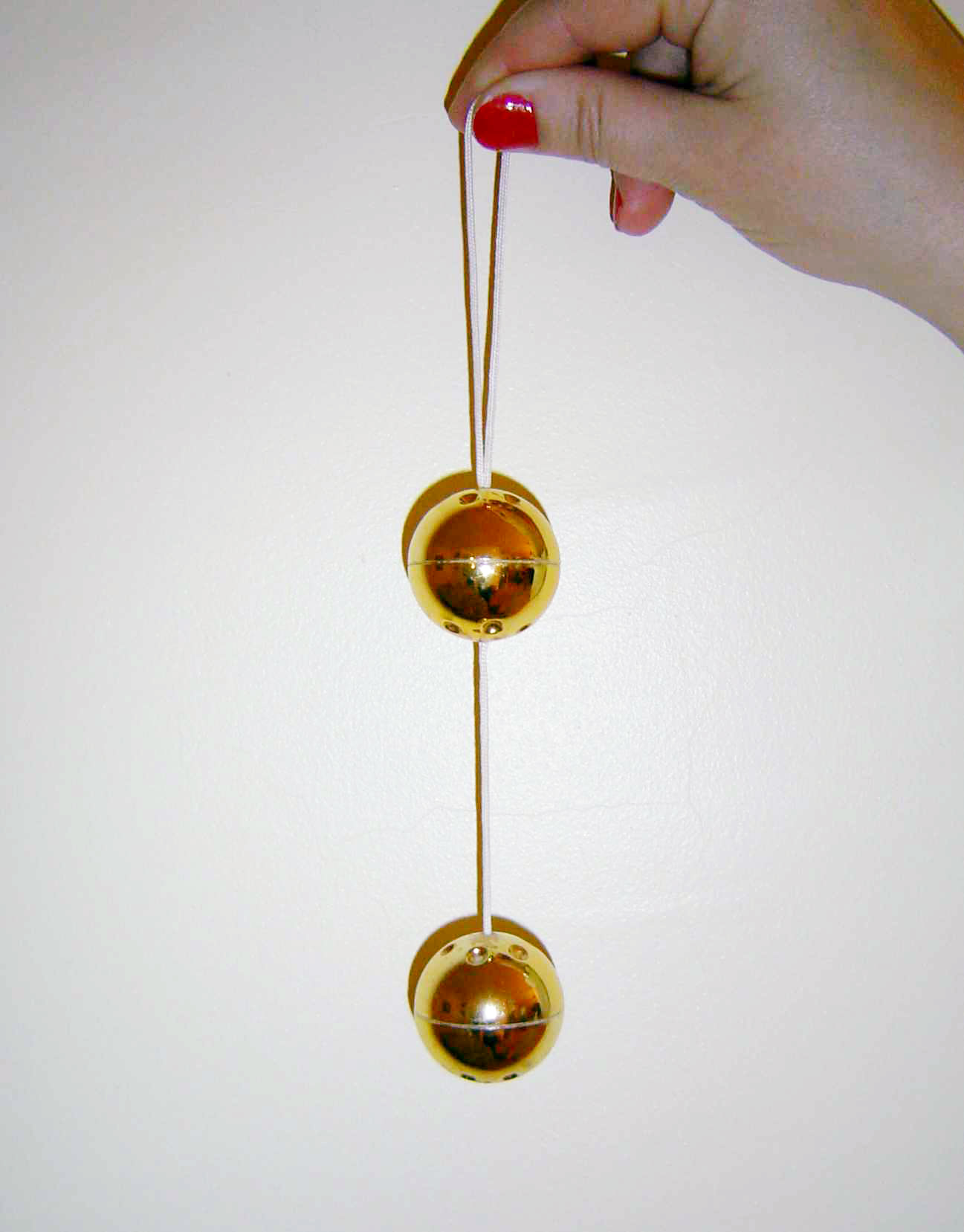
Goudkleurige ben-wa ballen

Geishaballen, ook wel ben-wa-ballen of lustkogels genoemd, zijn doorgaans holle balletjes met een gewichtje erin dat in de bal kan rollen. Ze worden ingebracht in de vagina en dienen als erotisch speelgoed. De beweging
van de balletjes veroorzaakt tijdens gebruik een opwindend gevoel.
De oorspronkelijke bedoeling van de balletjes was door de bekkenbodemspieren te spannen, de twee tegen elkaar te laten bewegen. Men beweert dat bedreven geisha's met de op deze manier geoefende spieren mannen in extase kunnen brengen.

## Werking geishaballen voor versterken van bekkenbodemspieren
De balletjes worden ingebracht en hebben vervolgens de neiging om te zakken door hun gewicht. Dit zorgt ervoor dat de bekkenbodemspieren zich spontaan samentrekken. Deze 'kegeloefening' stimuleert de bekkenbodemspieren. Een overactieve bekkenbodem kan bijvoorbeeld pijn veroorzaken bij het vrijen. Door de spiergroep te trainen, kan meer plezier worden verkregen tijdens de seks. 

## Gebruik
De bekkenbodemballetjes kunnen worden gedragen tijdens de dagelijkse activiteit, alleen niet langer dan een half uur. Ook kunnen er speciale bekkenbodemoefeningen mee worden uitgevoerd. Draag de ben-wa-ballen nooit langer dan 30 minuten. Door te ballen te lang in te houden, kunnen de bekkenbodemspieren gespannen raken en klachten veroorzaken.  

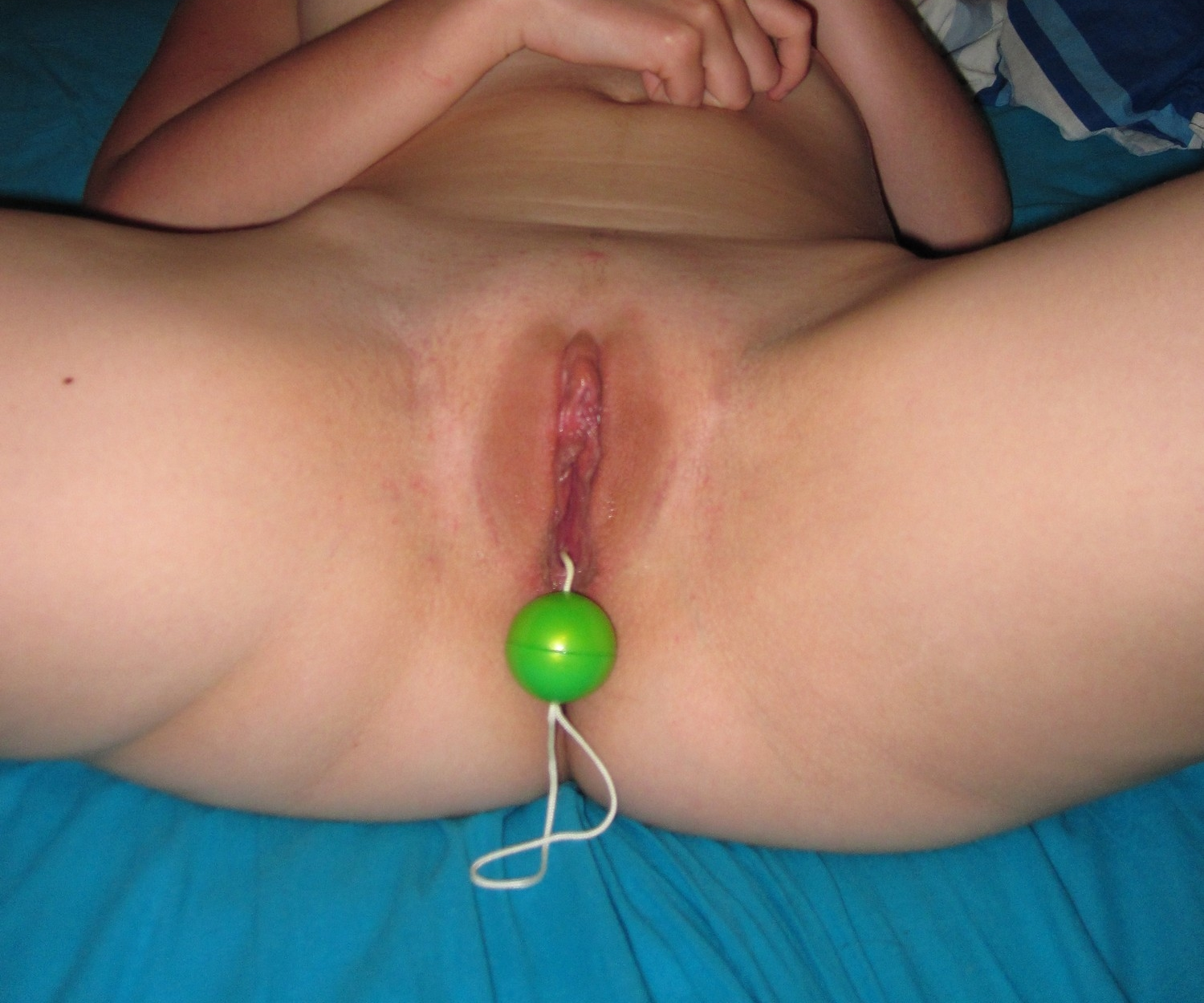
geishaballen deels ingebracht

## Verschillen tussen geishaballen
Er zijn ben-wa-balletjes in verschillende maten en gewichten. Hoe kleiner het balletje, hoe moeilijker het is om het balletje in te houden en hoe zwaarder de training. Een zwaarder balletje is moeilijker in te houden dan een licht balletje.